# Драгутин Гавриловић
Драгутин Гавриловић (Чачак, 25. мај 1882 — Београд, 19. јул 1945) је био најпознатији српски мајор док је у југословенској војсци напредовао до чина пуковника. Војну академију завршио је 1901. године. Учествовао је у скоро свим биткама српске војске у Првом светском рату. Војну каријеру је завршио у чину пуковника. После Војне академије је постављен за команданта 10. пешадијског пука моравске дивизије у Чачку у данашњој касарни Ратко Митровић. За разлику од многих сабораца, умро је 19. јула 1945. године у Београду. Носилац је Карађорђеве звезде, француског Ратног крста као и многих других одликовања. У српској историји остаће запамћен по говору који је одржао браниоцима Београда октобра 1915. године непосредно пред јуриш у коме је и сам тешко рањен. Истакнути је црнорукац, а у организацију га је увео његов колега са класе Панта Драшкић.
У Чачку постоји Родна кућа мајора Гавриловића.

## Говор упућен браниоцима Београда (1915)
У току борби за одбрану Београда 6-7. октобра 1915. године, Аустрија је форсирала Дунав и искрцала се на делу обале који је држао 2. батаљон 10 кадровског пука којим је командовао мајор Драгутин Гавриловић. Аустријске јединице утврдиле су се иза железничког насипа на самој обали. Жестоко дејство аустријске артиљерије претворило је српске положаје у Банатској улици у хрпу рушевина, али су храбри браниоци и даље пружали отпор. Растојање између српских и аустријских положаја на неким местима није било веће од 30 m.
Непријатељу се никако није смело дозволити да утврди мостобран. Прво је у напад кренуо жандармеријски одред који упркос тешким губицима није успео да потисне непријатеља. Једино решење било је да све расположиве српске јединице на овом сектору фронта изврше општи контранапад.
Око 14.30. мајор Гавриловић је прикупио своја три вода, два вода 3. батаљона и Сремски одред и пред кафаном „Јасеницом” издао следећу заповест:
Јунаци!
Тачно у 15 часова непријатеља се има разбити вашим силним јуришом, разнети вашим бомбама и бајонетима. Образ Београда, наше престонице, има да буде светао.
Војници! Јунаци!
Врховна команда избрисала је наш пук из бројног стања, наш пук је жртвован за част Београда и Отаџбине. Ви немате више, да се бринете за животе ваше, они више не постоје.

Зато напред у славу! За Краља и Отаџбину! Живео Краљ! Живео Београд!
Уз громогласни поклич српски војници су кренули у контранапад. Међутим, снажна ватра аустријских јединица на насипу подржана ураганским дејством аустријске артиљерије одбила је и овај напад. Мајор Гавриловић је тешко рањен.
Међутим, постоје и подаци да мајор Гавриловић никада није одржао овај говор, већ да је говор измислио Ђорђе Рош и објавио га у својим мемоарима, одакле га је касније преузео Бранислав Нушић и говор се отада сматра историјском чињеницом, иако то највероватније није.
Жестоки напади српске војске су се наставили све до сумрака. Аустријски положај на насипу је био угрожен и само је ноћ спасила аустријске јединице од пораза. У току ноћи 7-8. октобра Аустријанци су наставили да пребацују појачања преко Дунава.
Између 8-9. октобра јединице Комбинованог одреда више нису браниле прелазе преко Саве и Дунава већ су се извлачиле на резервне положаје. Аустријске снаге су 9. октобра 1915. године истакле аустроугарску и немачку заставу на згради Старог двора.
Преживевши одбрану Београда, повукао се заједно са српском војском на Крф, а после пробоја Солунског фронта, војвода Петар Бојовић га је предложио за виши чин, међутим то није прихватио војвода Степа Степановић уз образложење да је превише млад.
У периоду 1920−1930 живео је у Крушевцу са супругом Даринком, четири ћерке и сином. Први почасни грађанин Крушевца постао је 1930. године.
Није био омиљен међу официрима, јер није припадао ниједној тајној организацији. После рата, полагао је генералски испит у Штипу 1930. године и пао је. Увређен није хтео да га опет полаже.
Његов говор је шведски хеви метал бенд Сабатон 2016. године претворио у песму „Last Dying Breath”.

## Други светски рат
Предавао је војну администрацију на Војној академији у Београду. Генерал Душан Симовић му је 27. марта 1941. понудио чин генерала и место министра војске и морнарице, међутим он је то одбио уз образложење да га предлог не интересује и да је он војник. Пуковник Гавриловић је после капитулације у Априлском рату у Сарајеву заробљен и одведен у концентрациони логор близу Нирнберга. Из заробљеништва се вратио тек 1945. тешко болестан. Седам дана се налазио у сабирном центру на Бањици, где се мало опоравио. Потом је дошао кући, у свој стан на Славији, где је десетак дана касније умро. Сахрањен је у одрпаној униформи пуковника Југословенске краљевске војске, у гробници своје рођаке на Новом гробљу. Друштво за неговање традиција ослободилачких ратова Србије до 1918. године подигло му је надгробни споменик на осамдесетогодишњицу пада Београда, 7. октобра 1995. године.
Причало се да је Гавриловић након повратка у Београд, хапшен од стране нове комунистичке власти, али је ове приче демантовала његова породица.

## Галерија
- Родна кућа мајора Гавриловића
- Натпис на споменику браниоцима Београда са цитатом чувене Гавриловићеве команде
- Гавриловић пред крај живота после изласка из концентрационог логора
- Гробница Драгутина Гавриловића на Новом гробљу у Београду
- Обала мајора Драгутина Гавриловића